# Wala (évêque de Metz)
Pour les articles homonymes, voir Wala.
Wala ou Walon est un évêque de Metz, en fonction de 876 à 882. Il fut tué à la tête de ses troupes, en avril 882, à la bataille de Remich, en s'opposant à une incursion des Vikings dans la vallée de la Moselle.

## Biographie
Fils du comte Blidric et de la comtesse Irmingarde, il sera un membre du clergé de la cathédrale après son entrée dans les ordres.
Il est consacré le 21 mars 876.
En 878, Wala est l’un des rares à se rendre au concile de Troyes convoqué par le pape Jean VIII alors en grande difficulté politique. Le 6 septembre 878, il reçoit le titre d'archevêque du pape. Selon la chronique de l’abbaye de Saint-Trond, cette nomination pourrait également être due au poids politique de Metz, qui réclamait un évêque avec rang d’archevêque.
Le titre n’est qu’honorifique selon le bref de Jean VIII, mais Wala agit comme s’il était métropolitain, et donc indépendant de Trêves. L'archevêque Bertolf de Trèves s'oppose alors à cette nomination qui outrepasse ses prérogatives. L'évêque messin sacre malgré tout l'évêque de Verdun, Dadon (880-923), ce qui entraîne le courroux de Bertolf. Wala est alors convoqué à Trêves l'année suivante, mais il refuse de renoncer à son titre jusqu'à ce que Hincmar de Laon parvienne à le faire obtempérer.
Le 10 ou 11 avril 882, il participe à la bataille de Remich, où il trouve la mort,,. L'armée viking, dirigée par Godfried et son bras-droit Siegfrid, prend le dessus sur l'armée franque, en nette infériorité numérique, qui est mise en déroute. Le comte Adalhard de Metz et l'archevêque Bertolf, qui accompagnaient Wala, échappent eux-mêmes de justesse à la mort, en quittant le champ de bataille.
Wala est inhumé dans le cloître de la collégiale Saint-Sauveur, où les messins érigeront plus tard un monument funéraire, qui le représentait couché, les mains jointes et en habit épiscopal. Ce monument a été détruit sous le premier empire, quand l'emplacement de la collégiale Saint-Sauveur a été repris par la ville pour y installer un marché aux viandes.